# Il racconto dei racconti
Il racconto dei racconti (in russo Сказка сказок?, Skazka skazok) è un cortometraggio d'animazione sovietico di Jurij Norštejn.

## Trama
L'opera, un flusso ininterrotto di immagini liriche ed oniriche collegate secondo un procedimento analogico, è stata realizzata con diversi tipi di disegni e di découpage animato. Da segnalare anche la colonna sonora con musiche di Johann Sebastian Bach e di Wolfgang Amadeus Mozart.

## Distribuzione
Uscito nel 1979, è spesso considerato dalla critica il più bel film d'animazione di tutti i tempi, venendo anche premiato a Los Angeles nel 1984 ed al Festival di Zagabria del 2002.
Il cortometraggio è stato inserito, il lingua originale con sottotitoli in italiano, nel DVD I maestri dell'animazione russa - volume 1, edito nel 2005 dalla Terminal Video in collaborazione con il Chiavari Animation Festival e fu trasmesso, assieme ad altri cortometraggi dello stesso autore, il 7 gennaio 2014 su Rai 3 nella trasmissione Fuori orario. Cose (mai) viste.

## Riconoscimenti
- 1980 - Lilla
  - Premio della giuria
- 1980 - Ottawa
  - Primo premio
- 1980 - Zagabria
  - Primo premio
- 1984 - Los Angeles
  - Miglior film animato
- 2002 - Zagabria
  - Miglior film animato